# A jak to bylo dál…
A jak to bylo dál..., v anglickém originále And Just Like That..., je americký komediální a dramatický seriál. Jedná se o desetidílné pokračování seriálu Sex ve městě.
Seriál se odehrává jedenáct let po filmu Sex ve městě 2. V hlavních rolích se objevili Sarah Jessica Parker, Cynthia Nixonová, Kristin Davis, Mario Cantone, Evan Handler, David Eigenberg a Chris Noth. Nové hlavní postavy ztvárnily Sara Ramírez a Sarita Choudhury.
Seriál začal vznikat v prosinci 2020 po zrušení třetího filmu. V lednu 2021 si seriál objednala streamovací služba HBO Max. V průběhu roku 2021 bylo oznámeno obsazení a natáčení začalo v červenci 2021 v New Yorku.
Premiéra seriálu proběhla 9. prosince 2021, kdy byly první dva díly seriálu zveřejněny na HBO Max. V Česku je seriál dostupný na HBO Go. Poslední díl měl premiéru 3. února 2022 a ve stejný den byl zveřejněn i dokument s názvem A jak to bylo dál... Dokument pojednávající o natáčení seriálu.

## Obsazení

### Hlavní role
| Sarah Jessica Parker | Carrie Bradshaw                 |
| Kristin Davis        | Charlotte York Goldenblatt      |
| Cynthia Nixonová     | Miranda Hobbes                  |
| Sara Ramírez         | Che Diaz                        |
| Willie Garson        | Stanford Blatch                 |
| David Eigenberg      | Steve Brady                     |
| Evan Handler         | Harry Goldenblatt               |
| Mario Cantone        | Anthony Marentino               |
| Chris Noth           | pan Božský / John James Preston |
| Sarita Choudhury     | Seema Patel                     |

### Vedlejší a hostující role
| Nicole Ari Parker   | Lisa Todd Wexley        |
| Karen Pittman       | dr. Nya Wallace         |
| Bobby Lee           | Jackie Nee              |
| Christopher Jackson | Herbert Wexley          |
| LeRoy McClain       | Andre Rashad Wallace    |
| Cathy Ang           | Lily Goldenblatt        |
| Alexa Swinton       | Rose „Rock“ Goldenblatt |
| Niall Cunningham    | Brady Hobbes            |
| Cree Cicchino       | Luisa Torres            |
| Ivan Hernandez      | Franklyn                |
| Brenda Vaccaro      | Gloria Marquette        |
| Katerina Tannenbaum | Lisette                 |
| Erin Anderson       | Ainsley                 |
| Julie Halston       | Bitsy von Muffling      |
| Pat Bowie           | Eunice Wexley           |
| Molly Price         | Susan Sharon            |
| Bridget Moynahan    | Natasha Naginsky-Mills  |
| Jonathan Groff      | dr. Paul David          |
| Ajay Mehta          | otec Seemy              |
| Madhur Jaffrey      | matka Seemy             |
| Mandi Masden        | Myrtle                  |
| Jon Tenney          | Peter                   |
| Hari Nef            | rabínka Jen             |

## Seznam dílů
| Č. v seriálu | Č. v řadě | Původní název                      | Režie                | Scénář                                                   | Premiéra v USA    |
| ------------ | --------- | ---------------------------------- | -------------------- | -------------------------------------------------------- | ----------------- |
| 1            | 1         | Hello It's Me                      | Michael Patrick King | Michael Patrick King                                     | 9. prosince 2021  |
| 2            | 2         | Little Black Dress                 | Michael Patrick King | Michael Patrick King                                     | 9. prosince 2021  |
| 3            | 3         | When in Rome                       | Michael Patrick King | Julie Rottenberg & Elisa Zuritsky                        | 16. prosince 2021 |
| 4            | 4         | Some of My Best Friends            | Gillian Robespierre  | Keli Goff                                                | 23. prosince 2021 |
| 5            | 5         | Tragically Hip                     | Gillian Robespierre  | Samantha Irby                                            | 30. prosince 2021 |
| 6            | 6         | Diwali                             | Cynthia Nixonová     | Rachna Fruchbom                                          | 6. ledna 2022     |
| 7            | 7         | Sex and the Widow                  | Anu Valia            | Julie Rottenberg & Elisa Zuritsky                        | 13. ledna 2022    |
| 8            | 8         | Bewitched, Bothered and Bewildered | Anu Valia            | Rachna Fruchbom                                          | 20. ledna 2022    |
| 9            | 9         | No Strings Attached                | Nisha Ganatra        | Michael Patrick King & Julie Rottenberg & Elisa Zuritsky | 27. ledna 2022    |
| 10           | 10        | Seeing the Light                   | Nisha Ganatra        | Michael Patrick King & Julie Rottenberg & Elisa Zuritsky | 3. února 2022     |

## Ohlasy

### Sledovanost
Přestože HBO Max nezveřejňuje sledovanost svých původních seriálů, bylo oznámeno, že seriál přinesl dosud nejsledovanější seriálový debut této služby, a to včetně původních seriálů HBO i HBO Max, které měly na této službě premiéru. Seriál se umístil v první desítce nejsledovanějších premiér služby. Seriál byl nejsledovanějším prvním zhlédnutím v historii služby, což znamená, že se ke službě přihlásili noví předplatitelé právě kvůli sledování tohoto seriálu.

### Ohlasy kritiků
Webová stránka agregátoru recenzí Rotten Tomatoes uvedla 60% hodnocení s průměrným hodnocením 5,6/10 na základě 65 recenzí. Metacritic, který používá vážený průměr, přidělil na základě 33 kritiků hodnocení 55 bodů ze 100, což znamená „rozporuplné nebo průměrné hodnocení“.
James Poniewozik ve své recenzi pro The New York Times konstatoval, že seriál „je v některých momentech velmi dobrý“, ale zároveň jej označil za „bolestivý“ a „zčásti dramedii o zlomeném srdci, zčásti trapnou snahu o závažnost“.
Začlenění témat diverzity a sociální spravedlnosti bylo kritizováno. Anita Singh v deníku The Daily Telegraph tuto tendenci nazvala „jednostranný woke“. Minnie Wright z Radio Times k tomu dodala: „Nově nalezené sociální a kulturní povědomí hlavní trojice je do takové míry nucené, že působí často křečovitě.“ Dominik Patten v recenzi pro Deadline Hollywood napsal, že „do seriálu je nešikovně nastrčeno příliš mnoho kulturních prvků a nových postav… jako by si chtěli zaškrtnout nějaké políčko.“ Terri White v recenzi pro EmpireOnline dodala: „pokusy vykreslit bohatý, reálný a rozmanitý svět jsou křečovité, neautentické a prošpikované sebeironií, trapností a momenty sebechvály.“ Postavu Che Diaz mnoho kritiků považovalo za jednu z nejhorších televizních postav.

### Reakce Pelotonu
Po odvysílání dílu, v němž postava Johna Prestona (pana Božského) zemře po tréninku na rotopedu Peloton, akcie společnosti výrazně klesly. Společnost vydala prohlášení, v němž uvedla, že souhlasila s umístěním svého produktu v seriálu, ale nevěděla, jak bude v klíčové scéně použit. V prohlášení bylo též řečeno, že za smrt postavy nemůže rotoped, ale Prestonův životní styl (častá konzumace steaků a doutníků) a operace srdce. Společnost poté zveřejnila reklamu, v níž se objevil Chris Noth a kterou namluvil Ryan Reynolds, který uváděl výhody jízdy na rotopedu, reklama končí pohledem na Notha a slovy: „Je naživu“. Dne 16. prosince 2021 však byla reklama okamžitě odstraněna poté, co se objevila byl Chris Noth obviněn ze sexuálního napadení.